# 幽公 (陳)
幽公（ゆうこう）は、西周の諸侯である陳の君主（在位前854年 - 前832年）。姓は嬀、名は寧。慎公の子として生まれた。慎公の後をうけて陳国の君主となった。釐公の父。